# Contea di Northampton (Virginia)
La contea di Northampton (in inglese Northampton County) è una contea dello Stato della Virginia, negli Stati Uniti. La popolazione al censimento del 2000 era di 13 093 abitanti. Il capoluogo di contea è Eastville.

## Storia
Quando i coloni inglesi arrivarono per la prima volta nell'area agli inizi del 1600, la regione del Litorale della Virginia Occidentale era governata da Debedeavon (noto anche come "Il Re Ridente"), che era il capo supremo della tribù nativa degli Accomacchi, che contava circa 2 000 persone all'epoca. L'antico nome della contea era contea Accomac, una delle otto contee originali della Virginia dopo la fondazione del primo insediamento a Jamestown nel 1607. Nel 1642, il nome fu cambiato dai coloni in contea di Northampton. Nel 1663, il territorio fu divisa in due contee che esistono ancora oggi. I due terzi settentrionali presero il nome originale di "Accomac" (Contea di Accomack), mentre il terzo meridionale fino a Capo Charles rimase come Northampton.